# Ghiacciaio Shinnan
Il ghiacciaio Shinnan (in giapponese: 新南氷河, Shinnan-hyōga, ossia "nuovo ghiacciaio del sud") è un ghiacciaio situato sulla costa del Principe Olav, nella Terra della Regina Maud, in Antartide. Il ghiacciaio fluisce verso nord-ovest fino a giungere sulla costa, dove sfocia in mare poco a est delle rocce Shinnan ed è considerato essere il punto di confine tra la Terra della Regina Maud e la Terra di Enderby.

## Storia
Il ghiacciaio Shinnan è stato mappato da cartografi giapponesi grazie a fotografie aeree scattate nel corso della spedizione giapponese di ricerca antartica svoltasi tra il 1957 e il 1962.